# Poult (fleuve)
Pour les articles homonymes, voir Poult.
Le Poult (ou le Nô) est un petit fleuve côtier de Normandie qui coule dans département de la Manche, à la pointe de la péninsule du Cotentin.

## Géographie
De 4,6 km de longueur, le Poult prend sa source sur la commune de Saint-Pierre-Église, il longe ou traverse anciennement Cosqueville, maintenant Vicq-sur-Mer, Théville, Carneville, il traverse ensuite celle de Fermanville où il se jette dans la Manche dans l'anse de la Mondrée. Il s'appelle le Nô sur cette dernière commune.

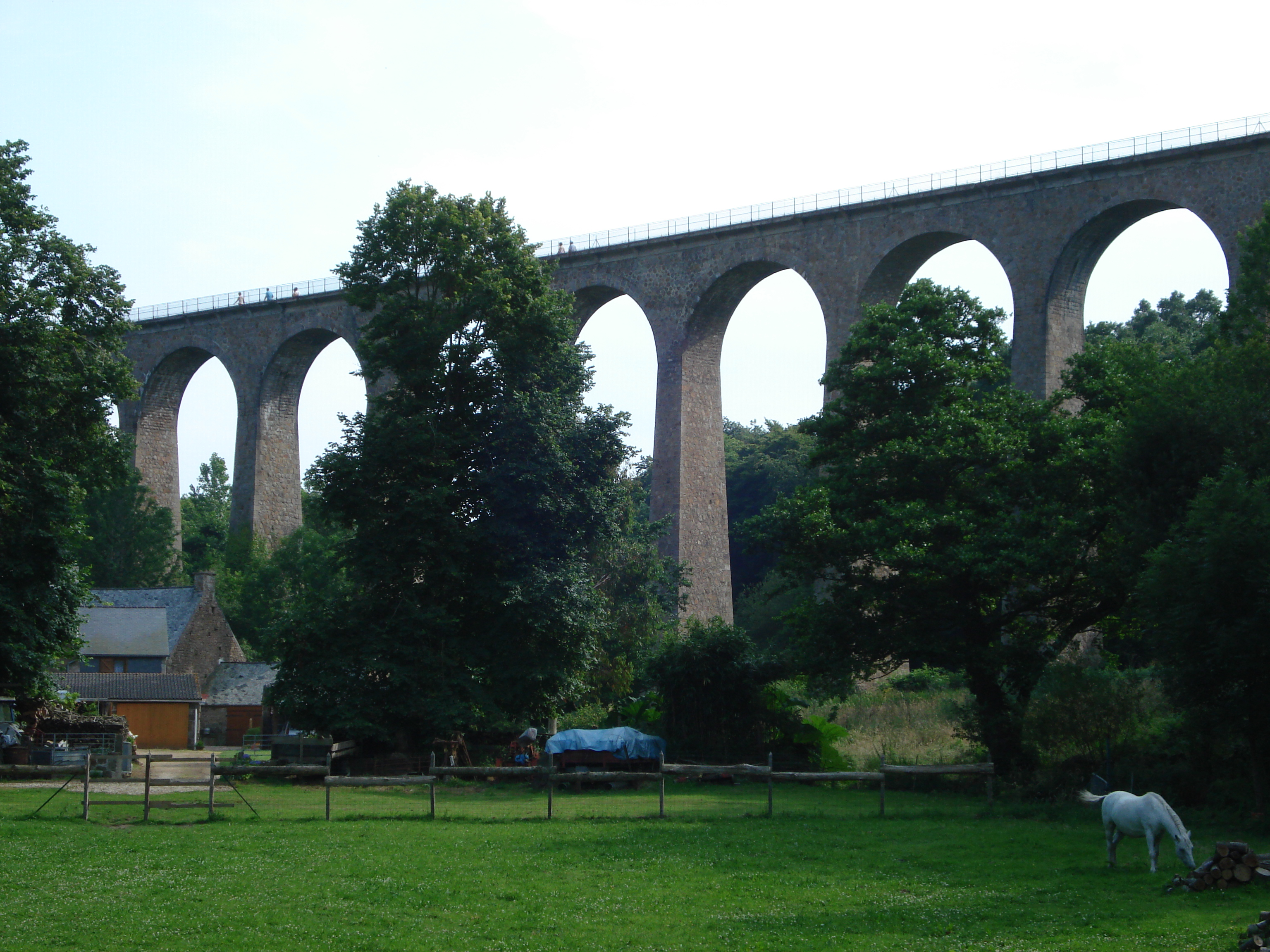
Viaduc de Fermanville.

Le GRP Tour du Val de Saire longe le cours du Poult sur environ 3 km, traversant de bout en bout la vallée des moulins et passant sous le viaduc de Fermanville qui enjambe la vallée.

### Communes et cantons traversés
Dans le seul département de la Manche, le Poult ou No traverse les cinq communes suivantes, dans un seul canton, dans le sens amont vers aval, de Saint-Pierre-Église (source), Vicq-sur-Mer, Théville, Carneville, Fermanville (embouchure).
Soit en termes de cantons, le No prend source et a son embouchure dans l'ancien canton de Saint-Pierre-Église, maintenant le canton du Val-de-Saire, dans l'arrondissement de Cherbourg, dans l'intercommunalité Communauté d'agglomération du Cotentin.

### Bassin versant
Le No traverse une seule zone hydrographique « Les bassins côtiers compris entre l'embouchure de la Saire (exclu) et l'embouchure de la Divette (exclu) » (I640),.

## Affluents
Le Sandre ne référence pas d'affluents.
Pourtant Géoportail signale :
- un affluent gauche en limite de Théville et Carneville, avec un affluent
- un affluent gauche sur Carnéville, et
- un affluent droit dans la chasse du Crève-Cœur avec un affluent

### Rang de Strahler
Le rang de Strahler du Poult est donc de trois.

## Hydrologie
Son régime hydrologique est dit pluvial océanique.